# قوة أساسية

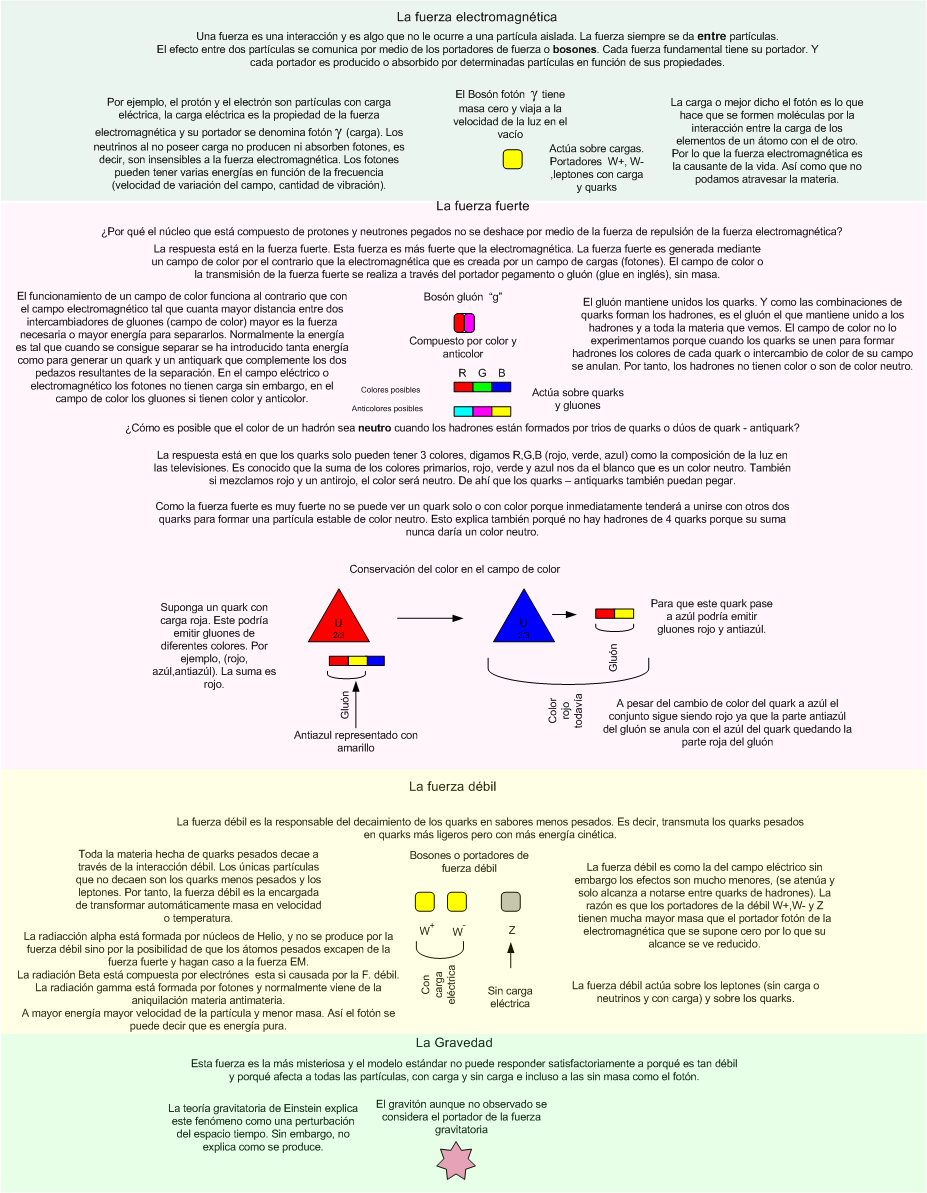

القوى الأساسية أو التآثرات الأساسية (بالإنجليزية: Fundamental Interaction أو Fundamental Force)‏ وهي مجموعة الطرق التي تتفاعل وتتآثر بها الجسيمات الأولية فيما بينها. وغالبا ما توصف هذه القوى أو التآثرات عن طريق حقول فيزيائية، وغالبا ما يتوسط هذه الحقول أفعالا تبادلية عديدة لبوزونات قياسية (بالإنجليزية: gauge boson)‏ بين الجسيمات. ويمكن عدّ مجموعة التآثرات التالية أساسية نظرا لمهمتها البحتة في تفسير بعض الظواهر الكونية التي تمس جانب من جوانب إحدى القوى الكونية.

## القوى الأساسية الأربع
تعد القوى الكونية من القوى ذات الصيت المادي في جل أرجاء الكون حيث تلعب هذه القوى أدوارا مهمة في تفسير بضعا من الظواهر الكونية ذات لب يسوده اللبس والغموض، وهذه القوى الكونية أربع وهي كالتالي:

### الجاذبية أو الثقالة
هي ظاهرة طبيعية يتم بواسطتها تحريك وميل كل الأشياء من الكتلة أو الطاقة، بما في ذلك الكواكب والنجوم والمجرات وحتى الضوء نحو بعضها البعض. حيث أن مدى قوى هذا الجذب ضعيف ومجال تأثيراتها تكمن في مجالات ذات قوى جذب كبيرة.

### القوة الكهرومغناطيسية
تلعب هذه القوى أدوارًا أساسية في التفاعلات الكيميائية والبيولوجية حيث أن مداها ليس بنهائي ولا أثر لها في المجال الفلكي إذ أن محتوى الماديات الكونية تعد موحدة ومتعادلة كهربائيا وتدخل ضمن مجال القوى النووية الضعيفة.

### القوى النووية القوية
وهي قوى جذب مداها قصير جدا حيث أن طول تأثيراتها لا تتعدى لب النواة أو خارجها.

### القوة النووية الضعيفة
تُعد القوّة المسؤولة عن الاضمحلال الإشعاعي والانشطار النووي للجسيمات دون الذرية، وتُسمّى نظرية القوة النووية الضعيفة في بعض الأحيان باسم الديناميكا النكهية الكمية قياساً على مُصطلحي ديناميكا لونية كمية وكهروديناميكا كمية، لكنّ هذا المُصطلح نادر الاستخدام عملياً.

## ملخص
| التآثر              | النظرية الحالية           | وسائط التآثر            | القوة النسبية | السلوك بعيد المدى                          | المجال(م) |
| ------------------- | ------------------------- | ----------------------- | ------------- | ------------------------------------------ | --------- |
| قوية                | كروموديناميك كمومي (QCD)  | غلوونات                 | 1038          | {\displaystyle {1}} (انظر الشرح أدناه)     | 10−15     |
| كهرومغناطيسي        | إلكتروديناميك كمومي (QED) | فوتونات                 | 1036          | {\displaystyle {\frac {1}{r^{2}}}}         | لانهاية   |
| ضعيفة               | النظرية الإلكتروضعيفة     | بوزونات دبليو وزد       | 1025          | {\displaystyle {\frac {e^{-m_{W,Z}r}}{r}}} | 10−18     |
| الثقالة أو الجاذبية | نسبية عامة (GR)           | غرافيتون (لم يكتشف بعد) | 1             | {\displaystyle {\frac {1}{r^{2}}}}         | لانهاية   |